# Ardices canescens
Ardices canescens is een vlinder uit de familie van de spinneruilen (Erebidae), onderfamilie beervlinders (Arctiinae). De vlinder werd door Arthur Gardiner Butler oorspronkelijk in het geslacht Spilosoma geplaatst, maar later verplaatste hij het naar Ardices.
De vlinder komt verspreid over Australië voor. De imago bereikt een maximale grootte van ongeveer 3 centimeter. De rupsen leven van kruidachtige planten als weegbree, zonnebloemen en wonderboom. De vliegtijd is gedurende de zomer, de habitat bestaat uit grasland.